# 劉智哲
劉 智哲（ユ・ジチョル、朝鮮語: 유지철、1968年1月8日 〜 ）は、大韓民国の韓国放送公社 (KBS) 所属のアナウンサー。

## 学歴
- ソウル大学校 宗教学科 学士

## 経歴
- 1995年 22期 KBS 公開採用のアナウンサー (1995年 10月1日 入社)(KBS大田放送総局 地域の勤務)